# Walter Weber (Politiker, 1917)

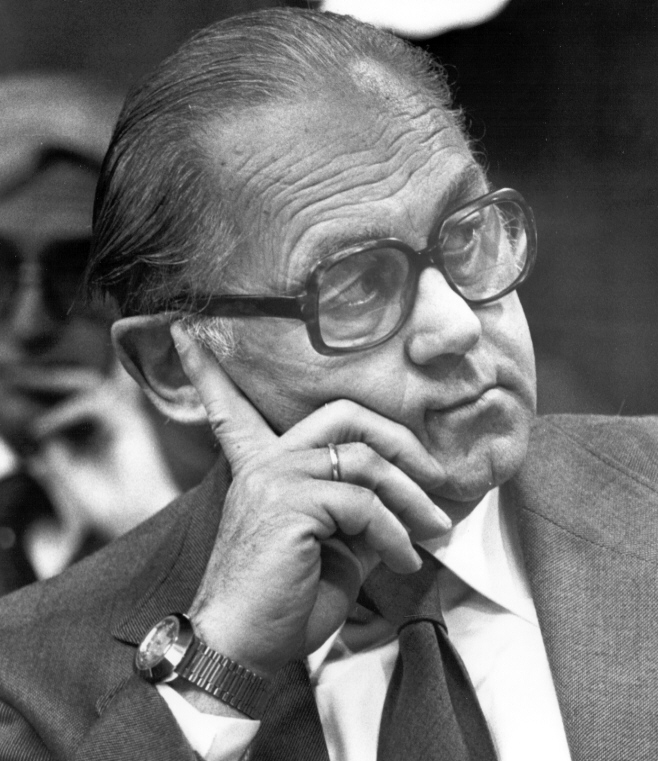
Walter Weber (1986)

Walter Weber (* 12. März 1917 in Recherswil; † 11. Januar 2008 in Derendingen, heimatberechtigt in Niederösch) war ein Schweizer Politiker (SP).

## Biografie
Weber war 1937 bis 1957 Primar- und 1957 bis 1969 Sekundarlehrer in Derendingen. Er und übte diesen Beruf bis zu seiner Wahl zum Gemeindeammann (Gemeindepräsident) von Derendingen 1969 aus. Von 1969 bis zu seiner Pensionierung 1982 war er der erste vollamtliche Gemeindepräsident. 1982 wurde er Ehrenbürger.
Von 1946 bis 1974 gehörte Weber dem Solothurner Kantonsrat an, den er 1967 auch präsidierte. Von 1971 bis 1987 vertrat er den Kanton Solothurn im Ständerat. 1982/83 bekleidete er das Amt des Ständeratspräsidenten.
Er war aktiv in der Finanz- und Steuerpolitik, u. a. bei Mitarbeit an der Schaffung des Steuerharmonisierungsgesetzes, der Sozialpolitik, namentlich bei einer Revision des Krankenversicherungsgesetzes und der Aussenpolitik bei seinem Einsatz für die Ratifizierung der Europäischen Sozialcharta und den Beitritt der Schweiz zur UNO.
Ernst Leuenberger beschrieb Weber in einem Nachruf als Kämpfer der sozialdemokratischen Sache, der mit Bedacht auf Ausgleich und Vermittlung agierte.